# Riu Saa
El Saa és un riu del nord-oest de la península Ibèrica que circula per la província de Lugo. És un dels principals afluents del Cabe.
Neix a la parròquia de Trascastro, al municipi d'O Incio (Lugo). Des del seu naixement fins que rep les aigües del riu Lebrón és conegut també com a riu de Forgas. Ja en el municipi d'A Pobra do Brollón passa pels llogarets de Forgas de Arriba i Forgas abans de rebre les aigües del riu Lebrón a A Pousa. Continua el seu recorregut cap al sud passant Fondorrallo i Santo Adrián. Llavors creua la capital municipal d'A Pobra do Brollón, on hi desemboca el riu Rubín. En aquesta localitat hi ha una zona de bany. El seu recorregut segueix per Nogueiras, Cereixa, Rairos i As Areas abans de desembocar al Cabe a la parròquia de Fornelas.